# Луї де Фюнес
Луї́ Жерме́н Даві́д де Фюне́с де Галарса́ (фр. Louis Germain David de Funès de Galarza; 31 липня 1914, Курбевуа — 27 січня 1983, Нант) — французький актор, що знімався переважно в комедійних французьких фільмах від 1945 до 1982 рр.

## Життєпис
Народився в місті Курбевуа у Франції в іспанській аристократичній сім'ї. Батько Луї — Карлос де Фюнес де Галарса́ працював юристом. Про матір відомо мало. Актор переконував, що свій акторський хист і образ скупого буржуа успадкував саме від матері. У дитинстві де Фюнес мав прізвисько «Фюфю». Хлопчик досить вільно володів трьома мовами: французькою, іспанською та англійською, захоплювався малюванням і грою на фортепіано. Дитинство де Фюнеса не було щасливе, і він не пов'язував себе з мистецтвом.
Частину молодого життя пропрацював бухгалтером, кушніром і навіть чистив взуття. Улюбленим захопленням Луї була гра на фортепіано, і згодом він віртуозно виконував джаз на цьому інструменті. Він обожнював музику і часто писав власні п'єси. Замолоду виступав на паризьких сценах як комік. Це його захоплювало, бо йому було до вподоби бути на публіці. 27 квітня 1936 року Луї де Фюнес одружився з Жермен Луїзою Елоді Карруає. У них народився син Даніель. А втім, шлюб цей тривав недовго, і вже 1942 року пара розлучилася. Під час Другої світової війни актор почав вести самостійне життя. Війна застала Луї у віці 25 років. Тоді, як і багатьох його однолітків, його призвали до резервістів. 1940 року під час боїв у Франції Луї де Фюнес перебував далеко від фронту і мав змогу познайомитися зі сценічною та театральною діяльністю співака й актора Моріса Шевальє. Його брат Карлос загинув того самого року під час боїв в Арденнах. Працюючи викладачем сольфеджіо в Парижі 1942 року, під час окупації Франції німецькими військами, де Фюнес закохався в секретарку Жанну Августину де Бартелемі де Мопассан. Жанна була нащадком знаменитого письменника Гі де Мопассана. Почуття виявилися взаємними і 22 вересня 1943 року закохані побралися. Разом вони прожили сорок років до кончини де Фюнеса. У цьому шлюбі Луї мав двох синів — Патріка й Олів'є.
Після закінчення війни Луї випробовував свої акторські здібності і зіграв першу роль у фільмі «Барбізонські спокуси» в 1945 році. Це стало початком його акторської кар'єри. Тривалий час де Фюнес грав невеликі ролі, хоча пропозицій йому не бракувало. Паралельно був піаністом і театральним коміком у трупі «Les Burlesques de Paris» Макса Револя, а потім «Les Branquignols» Роберта Дері. Перший великий успіх актора відбувся в 1956 році, коли його взяли на другорядну роль у комедії Клода Аутанта Лара «Через Париж». Переломним в кар'єрі актора став фільм Жана Жиро «Пік-Пік» (1963). Після успіху фільму Жиро зрозумів, що Луї де Фюнес буде найкращим кандидатом на головну роль у «Жандармі з Сан-Тропе» (1964). За ним послідував «Фантомас» (1964) Андре Юнебеля, комедійна інтерпретація романів про лиходія Фантомаса. Обидва фільми отримали декілька успішних продовжень. «Велика прогулянка» (1966), де грало тріо Луї де Фюнеса, Бурвіля та Жерара Урі, вважається одним з найкращих французьких фільмів. Бурвіль помер у вересні 1970 року, що глибоко засмутило Луї.
Упродовж 1970-х років Луї де Фюнес залишався одним з головних французьких акторів. Він підтримував гарні стосунки з Жаном Жиро та прискіпливо ставився до того, з яким акторським складом працювати. Луї де Фюнес особливо любив працювати з Клод Жансак, яка зіграла його екранну дружину в кількох фільмах. Проживав у шато Клермон, пам'ятці архітектури XVII ст., розташованій у комуні Ле-Сельє.
1975 року Луї пережив подвійний інфаркт міокарда, коли грав на сцені п'єсу «Вальс тореадорів». Після цього він став вести спокійніший спосіб життя, зайнявся садівництвом. У кіно почав грати менш жвавих персонажів. У 1977 році співпраця з Клодом Зіді привела його до ролі з Колюшем, відомим французьким гумористом, у «Крильце чи ніжка». Роком пізніше Луї зіграв у «Чварах» разом з Анні Жирардо. У 1980 році Луї здійснив одну зі своїх давніх мрій, ставши режисером фільму за п'єсою Мольєра з «Скупий». Однак фільм мав помірний успіх.
Помер Луї де Фюнес увечері 27 січня 1983 року у віці 68 років від інфаркту міокарда. Похований на кладовищі біля свого шато.

## Акторська кар'єра
Зіграв ролі в 153 фільмах. В одному фільмі виступив режисером, а також був сценаристом шести кінострічок. Найвідомішими стрічками за його участю була серія фільмів «Жандарми».
Часто грав скупих, запальних і вередливих персонажів середнього та старшого віку. Луї де Фюнес умів різко змінювати емоції, що в купі низьким зростом (163 см) створювало комічний ефект. Особливо це було помітно, коли він грав у парі з Бурвілем, якому завжди відводили ролі спокійних, трохи наївних, добродушних чоловіків.

## Нагороди
- За неперевершену акторську майстерність отримав нагороду «Сезар» у 1980 році. (фільм «Скупий»)
- Кавалер Ордену Почесного Легіону 1973

## Захоплення

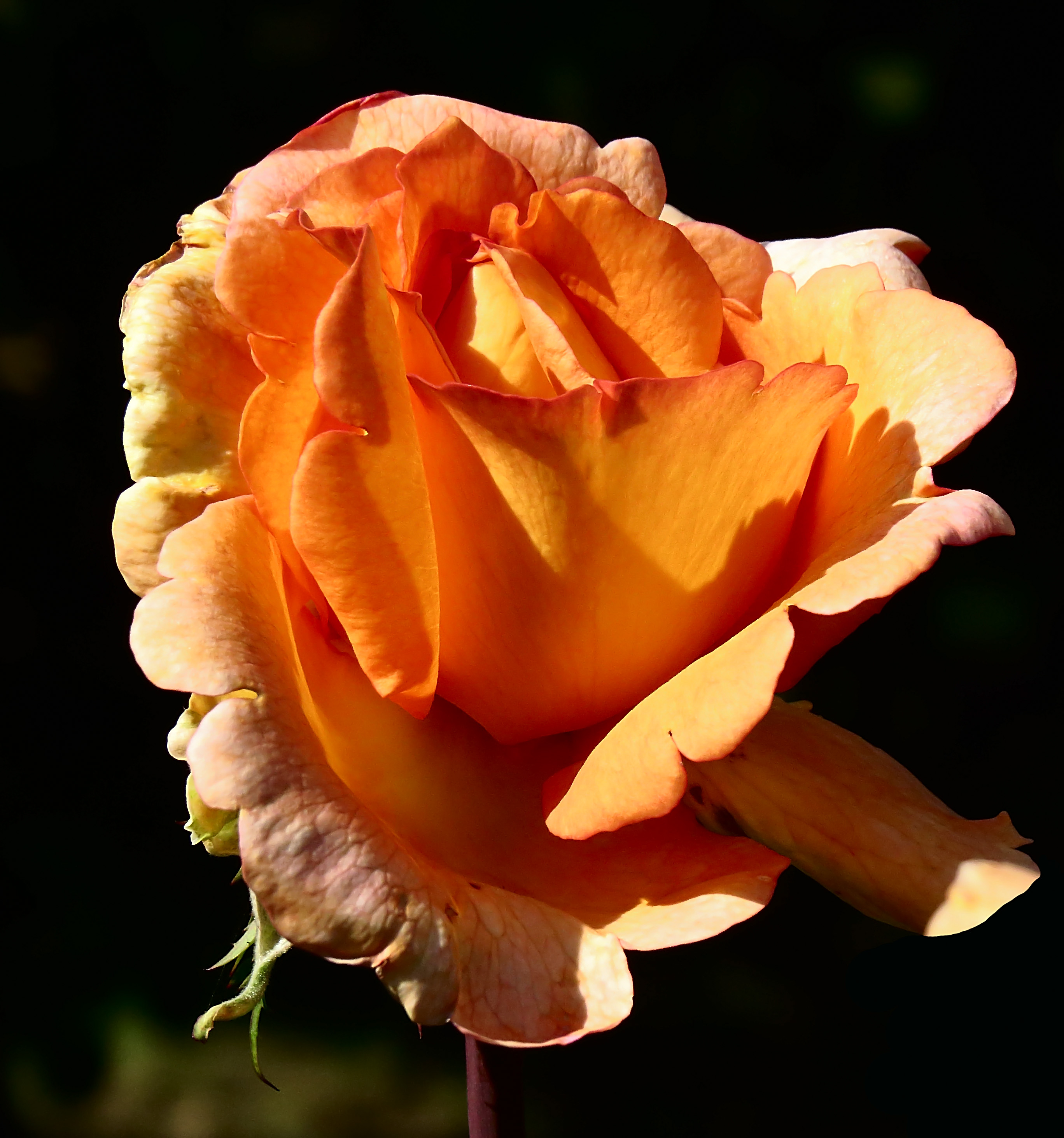
Троянда (сорт Луї де Фюнес)

Луї де Фюнес мав хобі — садівництво. Він любив саджати квіти, особливо троянди, які вирощував у розарії на території шато Клермон. Вивів новий сорт троянд, який названо його іменем. У розарії поставлено пам'ятник Луї де Фюнесу.

## Фільмографія

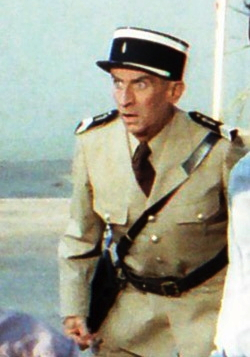
У ролі жандарма, 1978 р.

### Акторські роботи

#### 1940-ві роки
1. 1945: Барбізонська спокуса / La Tentation de Barbizon (портьє)
2. 1946: Останній притулок / Dernier refuge (працівник вагона-ресторану)
3. 1946: Шість втрачених годин / Six heures à perdre (водій його Величності Леопольда де Вітта)
4. 1947: Антуан і Антуанетта / Antoine et Antoinette (Еміль, працівник у магазині та гість на весіллі)
5. 1947: Будинок останнього шансу / Le Château de la dernière chance (один з клієнтів професора)
6. 1947: Круїз для невідомого / Croisière pour l'inconnu (кухар на яхті)
7. 1948: Гесклен / Du Guesclin (придворний астролог)
8. 1949: Адемай на прикордонному посту / Adémaï au poteau-frontière (солдат)
9. 1949: Мій друг Сенфуан / Mon ami Sainfoin (гід)
10. 1949: Якийсь пан / Un certain monsieur (журналіст Томас Будебеф)
11. 1949: Немає вікендів в нашої любові / Pas de week-end pour notre amour (Константен, камердинер барона)
12. 1949: Я люблю тільки тебе / Je n'aime que toi (піаніст в оркестрі)
13. 1949: Мільйонери на один день / Millionnaires d'un jour (адвокат Філіппа)
14. 1949: Місія в Танжері / Mission à Tanger (іспанський генерал, відвідувач кабаре)
15. 1949: Побачення з успіхом / Rendez-vous avec la chance (офіціант у кафе)
16. 1949: Вийшов в світ / Vient de paraître (епізод)

#### 1950-ті роки
1. 1950: До побачення пане Грок / Au revoir Monsieur Grock (глядач)
2. 1950: Вулиця без закону / La Rue sans loi (Іпполіт)
3. 1950: Солом'яний коханець / L'Amant de paille (психіатр Бруно)
4. 1950: Міністерство праці / Quai de Grenelle (продавець крамниці з товарами проти гадюк)
5. 1950: Його величність мосьє Дюпон / Sa majesté Monsieur Dupont / Prima comunione (священник)
6. 1950: Кнок / Knock (пацієнт)
7. 1950: Приємне божевілля / Folie douce (вирізана роль під час монтажу)
8. 1950: Король балаканини / Le Roi du bla bla bla (гангстер Жино)
9. 1950: Адреса невідома / Sans laisser d'adresse (майбутній батько в прийомній)
10. 1950: Гравці / Les Joueurs (Швохнев)
11. 1951: Бібі Фрікотін / Bibi Fricotin (рятувальник у басейні)
12. 1950: Яскраво-червона троянда /  La Rose rouge (поет Маніто)
13. 1951: Моя дружина прекрасна / Ma femme est formidable (турист-лижник)
14. 1951: Індик / Le Dindon (керівник)
15. 1951: Шлюбне агентство / Agence matrimoniale (мсьє Шарль)
16. 1951: Боніфацій-сомнамбула / Boniface Somnambule (Анатоль)
17. 1951: Молоді чемпіони / Champions Juniors (батько)
18. 1951: Немає відпустки для пана мера / Pas de vacances pour Monsieur le Maire (консультант)
19. 1951: Отрута / La Poison (Андре, приятель Поля)
20. 1951: Кохання під парасолькою / Un amour de parapluie (відпочивальник на пляжі)
21. 1951: Шкатулка для продажу / Boîte à vendre ()
22. 1951: 90 градусів у тіні / 90 degrès à l'ombre ()
23. 1951: Життя — це гра / La vie est un jeu (злодій)
24. 1951: Прохожа / La Passante (наглядач шлюзу)
25. 1951: Поїздка до Америки / Le Voyage en Amérique (працівник Ер Франс)
26. 1952: Шаноблива повія / La Putain respectueuse (клієнт нічного клубу)
27. 1952: Втеча мосьє Перля / La Fugue de Monsieur Perle (божевільний хлопець, що намагається зловити рибу в миску)
28. 1952: Вовки полюють вночі / Les Loups chassent la nuit (бармен)
29. 1952: Восьме мистецтво і манера / Le Huitième art et la manière (радіолюбитель)
30. 1952: Пан Легиньон, ліхтарник / Monsieur Leguignon, lampiste (один з мешканців кварталу)
31. 1952: Пан Таксі / Monsieur Taxi (художник на площі)
32. 1952: Довгі зуби / Les Dents longues (працівник друкарні)
33. 1952: Легко і коротко одягнений / Légère et court vêtue (Дювернуа)
34. 1952: Любов — не гріх / L'Amour n'est pas un péché (Мсьє Коттен)
35. 1952: Сім смертних гріхів / Les Sept péchés capitaux (Ґастон Мартен)
36. 1952: Їх було п'ятеро / Ils étaient cinq (режисер Альбер)
37. 1952: Вона і я / Elle et moi (офіціант у кафе)
38. 1952: Невинні в Парижі / Innocents in Paris (Селестін)
39. 1952: Паризькі горобці Moineaux de Paris (лікар)
40. 1952: Суд Божий / Le Jugement de Dieu (емісар бургомістра)
41. 1952: Життя порядної людини / La Vie d'un honnête homme (Еміль, камердинер Альбера)
42. 1952: Я був ним три рази / Je l'ai été trois fois (секретар-перекладач султана)
43. 1952: Барабан, що б'ється / Tambour battant (майстер зброї)
44. 1952: Білий чаклун / Le Sorcier blanc (директор агентства з працевлаштування)
45. 1953: Вірте мені / Faites-moi confiance (Тумлатум)
46. 1953: Лицар ночі / Le Chevalier de la nuit (кравець)
47. 1953: Нічні компанії / Les Compagnes de la nuit (відвідувач кафе)
48. 1953: Корсари Булонського лісу / Les Corsaires du Bois de Boulogne (комісар поліції)
49. 1953: До біса чеснота / Au diable la vertu (помічник слідчого)
50. 1953: Спальня старшокласниць / Le chemin de l'ecoliers / Dortoir des grandes (пан Трібудо, фотограф)
51. 1953: Мій братик з Сенегалу / Mon frangin du Sénégal (лікар)
52. 1953: Чоловіки думають лише про це / Les hommes ne pensent qu’à ça (Селоссо)
53. 1953: Сміх / Le Rire (професор)
54. 1953: Таємниця Елен Марімон / Le Secret d'Hélène Marimon (мсьє Раван, садівник)
55. 1953: Муки / Tourments (приватний детектив Едді Горльє)
56. 1953: Дивне бажання пана Барда / L’Étrange désir de Monsieur Bard (мсьє Шанто)
57. 1953: Капітан Туфля / Capitaine Pantoufle (Містер Рашу, директор банку)
58. 1953: Гульня в шинках / La Tournée des grands ducs (директор готелю)
59. 1954: Тато, мама, служниця і я / Papa, maman, la bonne et moi… (мсьє Каломель)
60. 1954: Королева Марго / La Reine Margot (астролог Рене)
61. 1954: Службові сходи / Escalier de service (Сезар Грімальді)
62. 1954: Ах! Ці прекрасні вакханки / Ah! Les belles bacchantes (Лебеф)
63. 1954: Квітнева рибка / Poisson d'avril (Єгер)
64. 1954: Мадемуазель Нітуш / Mam'zelle Nitouche (сержант Петро)
65. 1954: Інгрід, історія фотомоделі / Ingrid — Die Geschichte eines Fotomodells (модельєр Д'Аріжо)
66. 1954: Інтриганки / Les Intrigantes (Марканж)
67. 1954: Сімейна сцена / Scènes de ménage (мсьє Булінгрен, чоловік Ернестіни)
68. 1954: Хліб у траві / Le Blé en herbe (ярмарковий кіномеханік)
69. 1954: За замкненими дверима / Huis Clos ()
70. 1954: Баран з п'ятьма ногами / Le Mouton à cinq pattes (Пілат)
71. 1955: Гусари / Les Hussards (церковний сторож)
72. 1955: Пеп встановлюють закон / Les pépées font la loi (бармен)
73. 1955: Порочні / Les Impures (начальник поїзда)
74. 1955: Шелест / Frou-Frou (полковник Кузіне-Дюваль)
75. 1955: Нестерпний пан Базіка /  L'Impossible Monsieur Pipelet (дядько Роберт)
76. 1955: Наполеон / Napoléon (солдат)
77. 1955: Банда батька / La bande à papa (інспектор поліції Віктор)
78. 1955: Добрий день, посмішко / Bonjour sourire (Боней)
79. 1955: Якби нам розповіли про Париж / Si Paris nous etait conte (Антуан Аллегре)
80. 1955: Дівчина без меж / Mädchen ohne Grenzen ()
81. 1956: Через Париж / La Traversee De Paris (м'ясник, бакалійник)
82. 1956: Тато, мама, моя жінка і я / Papa, Maman, ma femme et moi (мсьє Каломель)
83. 1956: Короткий розум / Courte Tete (Граціані, фальшивий монах)
84. 1956: Малятка у неука / Bebes a gogo (Селестін Ратьє)
85. 1956: Закон вулиць / La Loi des rues («Собаки Паулу»)
86. 1957: Зовсім не до речі / Comme un cheveu sur la soupe (Пьєр Кузен)
87. 1958: Життя удвох / La Vie a deux (нотаріус Стефан)
88. 1958: Таксі, причіп і корида / Taxi, Roulotte et Corrida (Водій таксі, парижанин Моріс Бергер)
89. 1958: Не спійманий — не злодій / Ni vu… Ni connu… (Блеро)
90. 1959: Мій приятель циган / Mon pote le gitan (мсьє Ведріне)
91. 1959: Декому подобається холодніше / Les Raleurs… font leur beurre / Certains l'aiment froide (Анже Галопен)
92. 1959: Пройдисвіти / I Tartassati / Fripouillard et Cie (сіньйор Етторе)
93. 1959: Тото в Мадриді / Toto, Eva e il pennello proibito (експерт з іспанського живопису професор Франсіско Монтіель)

#### 1960-ті роки
1. 1960: У воді, в якій бульбашки / фр. Dans l'eau… qui fait des bulles!… (Поль Ернзе)
2. 1960: Приміські поїзди / фр. Les Tortillards (Еміль Дюран)
3. 1960: Кандід, або оптимізм у XX столітті / фр. Candide ou l'optimisme au XXe siècle (офіцер гестапо)
4. 1961: Капітан Фракасс / фр. Le Capitaine Fracasse (Скапен, актор у трупі)
5. 1961: Прекрасна американка / фр. La Belle Américaine (брати Віральо: начальник кадрів і комісар поліції)
6. 1961: Злочин не вигідний / фр. Le Crime ne paie pas (бармен у «Blue Bar»)
7. 1961: Вендетта / фр. La Vendetta («бандит честі» Аморетті)
8. 1962: Диявол і десять заповідей / фр. Le Diable Et Les Dix Commandements (Антуан Ваян, шахрай)
9. 1962: Джентльмен з Епсома / фр. Le Gentleman d'Epsom (власник ресторану Гаспар Ріпо)
10. 1962: Місячне світло в Мобеже / фр. Un clair de lune à Maubeuge (епізод)
11. 1962: Ми поїдемо в Довіль / фр. Nous irons à Deauville (один із відпочивальників)
12. 1962: Щасливчики / фр. Les Veinards (Антуан Борпер)
13. 1963: Пік-Пік / фр. Pouic-Pouic (Леонард Монестьє)
14. 1963: Висадіть банк / фр. Faites sauter la banque! (Віктор Гарньє)
15. 1963: Ланцюгова реакція / фр. Carambolages (Норбер Шароле)
16. 1964: Гра в скриньку / фр. Des pissenlits par la racine (Жак, злодій)
17. 1964: Миша серед чоловіків / фр. Un drôle de caïd (Марсель)
18. 1964: Жандарм із Сан-Тропе / фр. Le Gendarme De Saint-Tropez (сержант Крюшо)
19. 1964: Фантомас / фр. Fantomas (комісар поліції Поль Жув)
20. 1965: Роззява / фр. Le Corniaud (бізнесмен Леопольд Сароян)
21. 1965: Гульвіси / фр. Les Bons vivants/Un grand seigneur (Леон Одпан)
22. 1965: Жандарм у Нью-Йорку / фр. Le gendarme à New York (мсьє Крюшо)
23. 1965: Фантомас розлютився / фр. Fantomas se déchaîne (комісар поліції Поль Жюв)
24. 1966: Велика прогулянка / фр. La Grande Vadrouille (Станіслас Лефорт, диригент Паризької Опери)
25. 1966: Ресторан пана Септіма / фр. Le Grand Restaurant (пан Септім)
26. 1967: Фантомас проти Скотленд-Ярду / фр. Fantomas Contre Scotland Yard (комісар поліції Поль Жув)
27. 1967: Великі канікули / фр. Les Grandes Vacances (Шарль Боск'є, директор приватної гімназії)
28. 1967: Оскар / фр. Oscar (Бертран Барньє)
29. 1968: Маленький плавальник / фр. Le Petit Baigneur (власник суднобудівного підприємства Луї-Філіп Фуршом)
30. 1968: Татуйований / фр. Le Tatoué (Фелісьєн Мезере)
31. 1968: Жандарм одружується / фр. Le Gendarme se marie (старший сержант Людовік Крюшо)
32. 1969: Заморожений / фр. Hibernatus (Юбер де Тартас)

#### 1970-ті роки
1. 1970: Людина-оркестр / фр. L'Homme orchestre (Еван Еванс)
2. 1970: Жандарм на відпочинку / фр. Le Gendarme En Balade (старший сержант Людовік Крюшо)
3. 1971: І високо на дереві вмостившись / фр. Sur Un Arbre Perche (Анрі Руб'є)
4. 1971: Манія величі / фр. La Folie Des Grandeurs (Дон Саллюсто)
5. 1971: Джо / фр. Jo (Антуан Брізбар)
6. 1973: Пригоди рабина Якова / фр. Les Aventures De Rabbi Jacob (Віктор Півер)
7. 1976: Крильце чи ніжка / фр. L' Aile Ou La Cuisse (Шарль Дюшмен)
8. 1978: Чвари / фр. La Zizanie (Ґійом Лаказ)
9. 1979: Жандарм та інопланетяни / фр. Le Gendarme Et Les Extra-Terrestres (старший сержант Людовік Крюшо)

#### 1980-тіроки
1. 1980: Скупий / фр. L'Avare (Гарпагон)
2. 1981: Суп з капустою / фр. La Soupe Aux Choux (чоботар Клод Ратіньє)
3. 1982: Жандарм та жандарметки / фр. Le Gendarme Et Les Gendarmettes (старший сержант Людовік Крюшо)

### Режисерські роботи
1. 1979: Скупий / фр. L'Avare

### Написав сценарії
1. 1966: Ресторан пана Септіма / фр. Le Grand restaurant
2. 1967: Оскар / фр. Oscar
3. 1969: Заморожений / фр. Hibernatus
4. 1979: Жандарм та інопланетяни / фр. Le Gendarme Et Les Extra-Terrestres
5. 1980: Скупий / фр. L' Avare
6. 1981: Суп з капустою / фр. La Soupe Aux Choux

## Галерея

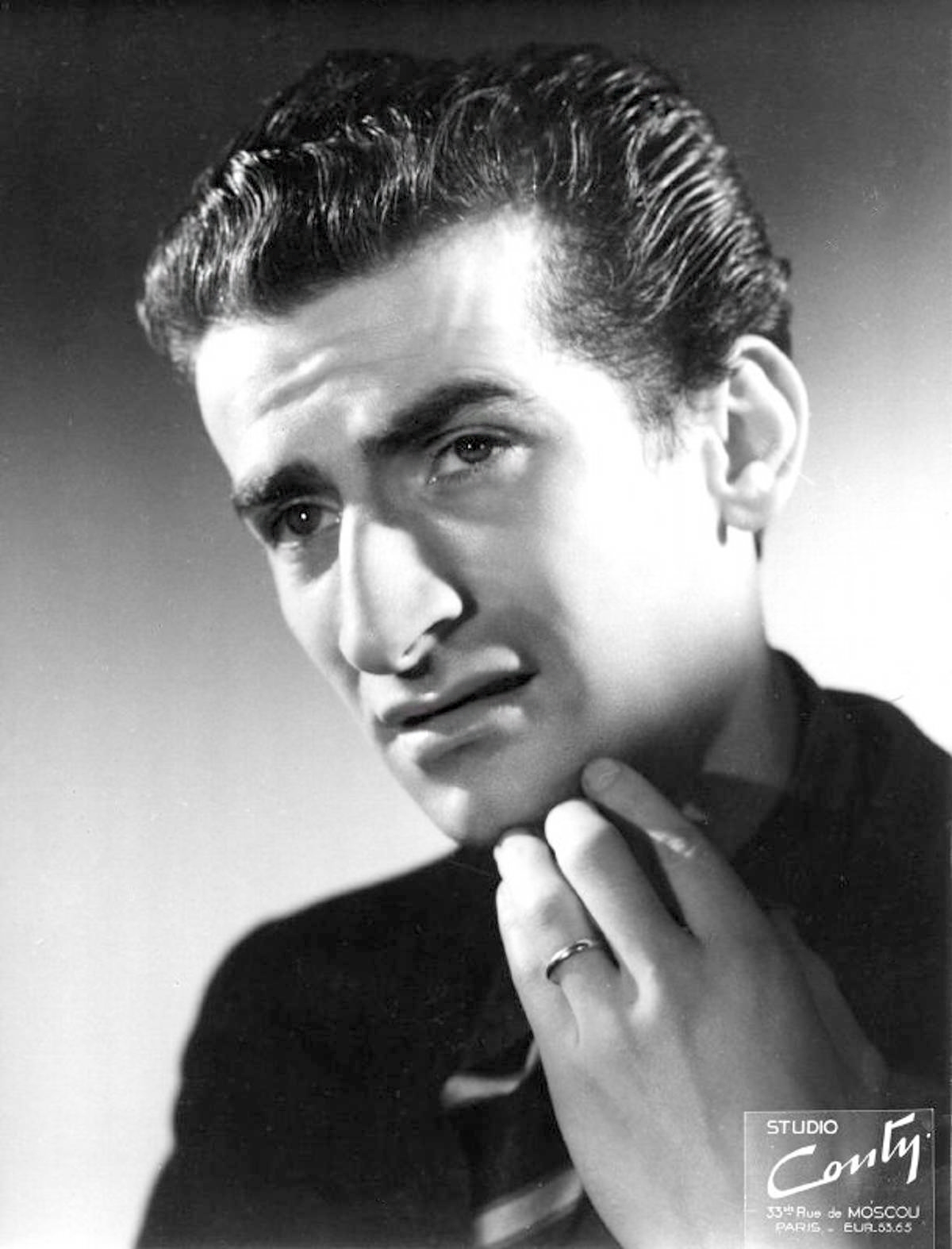
1947 р.
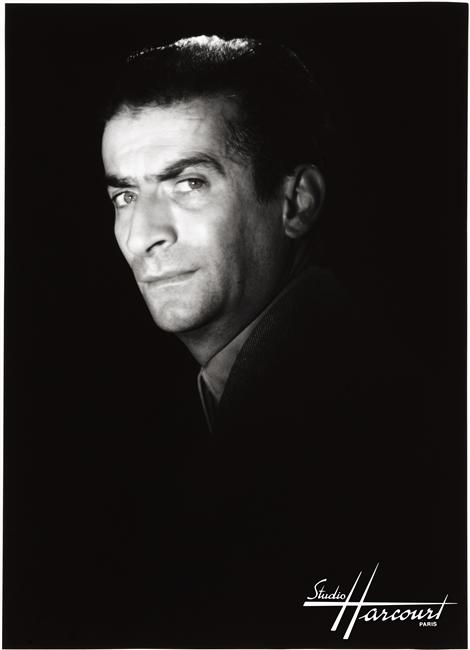
1952 р.
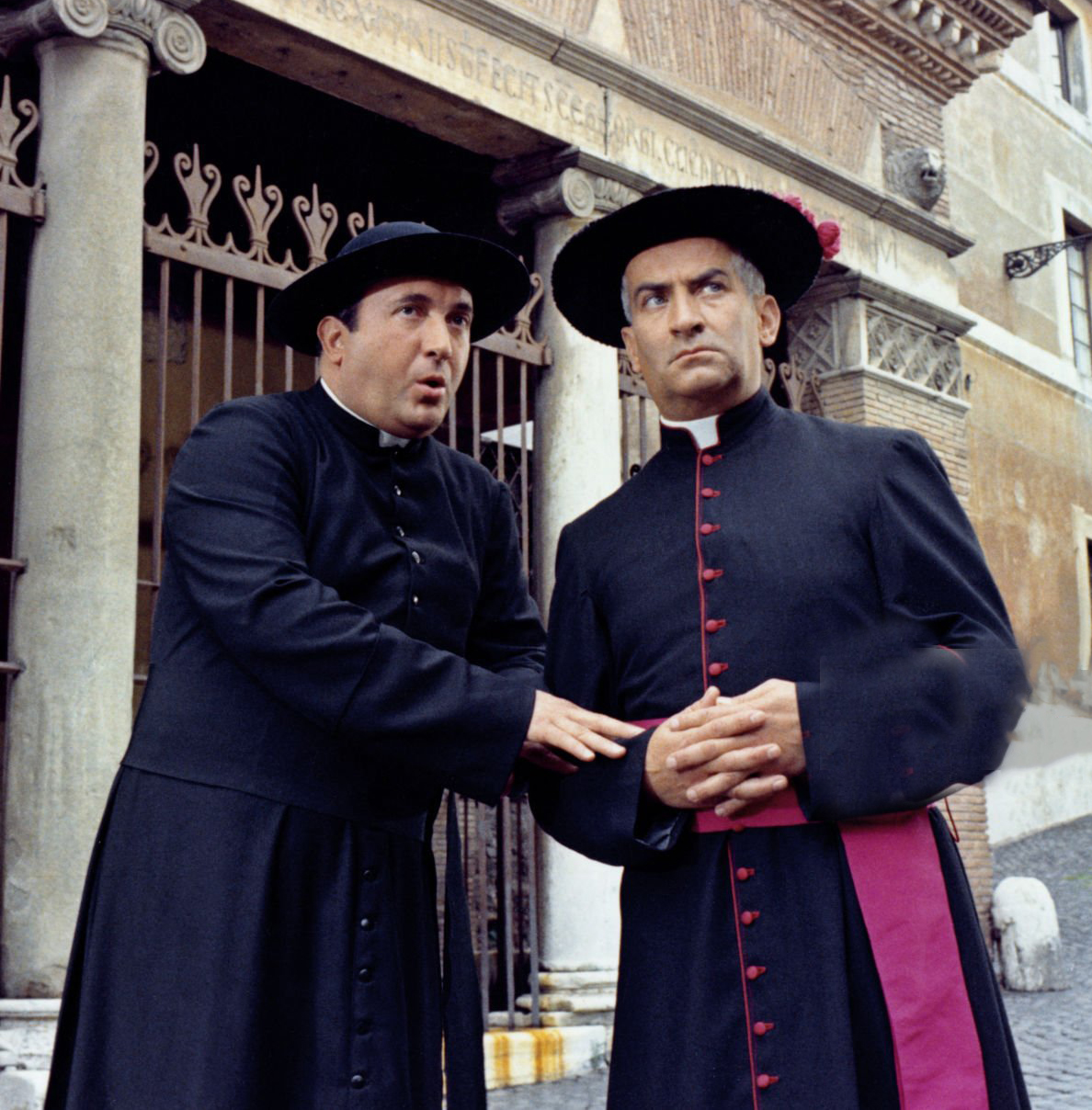
У фільмі «Фантомас розлютився», 1965 р.
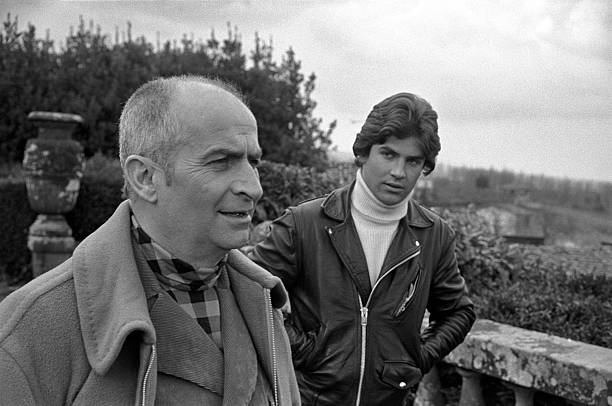
У фільмі «Людина-оркестр», 1970 р.
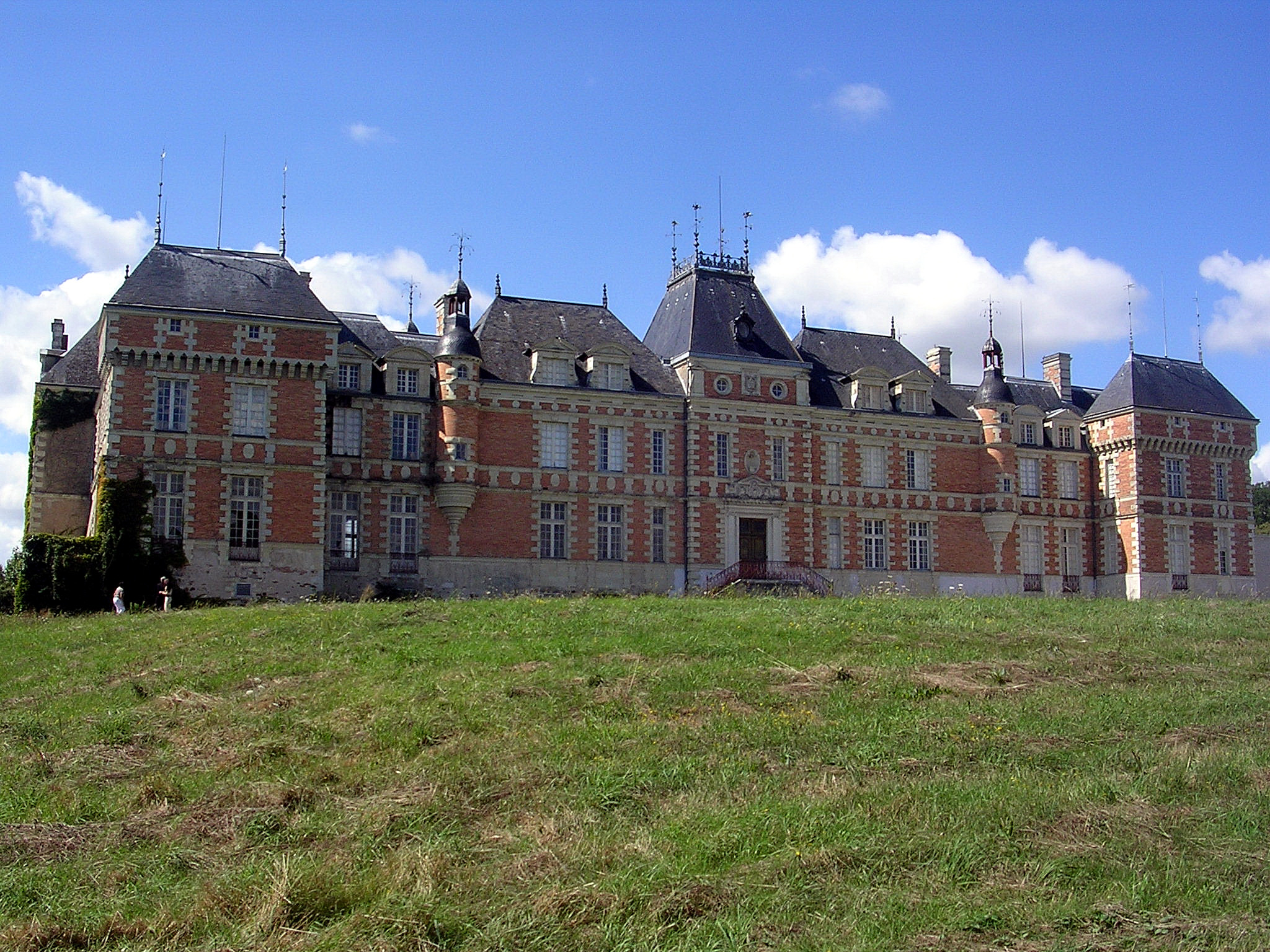
Шато Клермон, де жив Луї де Фюнес
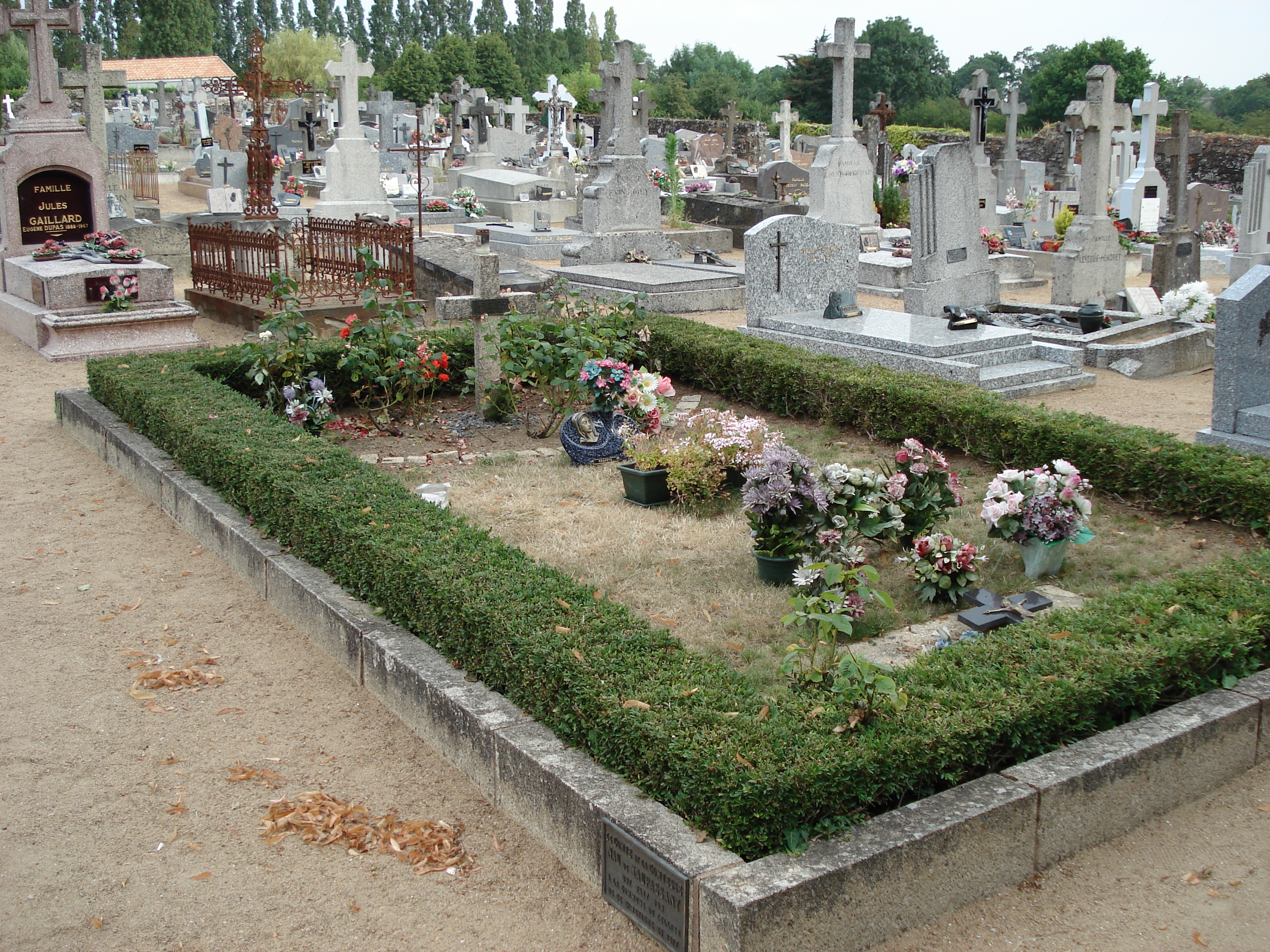
Могила Луї де Фюнеса (Ле-Сельє, Франція)